# Nancy Greene Park
Nancy Greene Park är en park i Kanada.   Den ligger i provinsen British Columbia, i den södra delen av landet, 3 200 km väster om huvudstaden Ottawa. Nancy Greene Park ligger 1 332 meter över havet. Den ligger vid sjön Nancy Greene Lake.
Terrängen runt Nancy Greene Park är huvudsakligen kuperad, men söderut är den bergig. Runt Nancy Greene Park är det ganska tätbefolkat, med 72 invånare per kvadratkilometer.. Det finns inga samhällen i närheten.
I omgivningarna runt Nancy Greene Park växer i huvudsak barrskog.